# Rázová vlna
Rázová vlna je plocha nespojitosti fyzikálních veličin popisujících stav prostředí.
Rázová vlna je obecný pojem a může mít mnoho konkrétních podob podle toho, která veličina se skokově mění. Stejně jako obyčejné vlny nese rázová vlna energii a může se šířit buď prostřednictvím média (pevného, kapalného, nebo plynného), nebo bez materiálního nosiče přes pole, například elektromagnetické. Rázové vlny se vyznačují prudkou, teoreticky nespojitou změnou vlastností prostředí, v němž se šíří. Konkrétně, jde-li o tlakové rázové vlny v materiálním médiu, je na čele vlny vždy prudký nárůst tlaku, teploty a hustoty média.
Při průchodu rázové vlny médiem může být amplituda vlny tak vysoká, že zásadně mění vlastnosti média, kterým prochází. Může docházet ke změně struktury, chemickým reakcím, změnám skupenství atp. Takové rázové vlny se označují jako silné rázové vlny. Při popisu rázových vln je v řadě případů výhodné se omezit na vlny, které takové jevy nezpůsobují. Takové vlny se označují jako slabé rázové vlny, i když i ony mohou mít amplitudu tlaku mnoha desítek tisíc kPa.
Tlakové rázové vlny mohou vzniknout například výbuchem, bleskem, nebo nadzvukovým průletem tělesa médiem.

## Vznik rázových vln při nadzvukovém pohybu

Formování rázové vlny (4) v závislosti na rychlosti pohybu zdroje. 1 podzvuková rychlost, 2 rychlost zvuku, 3 nadzvuková rychlost

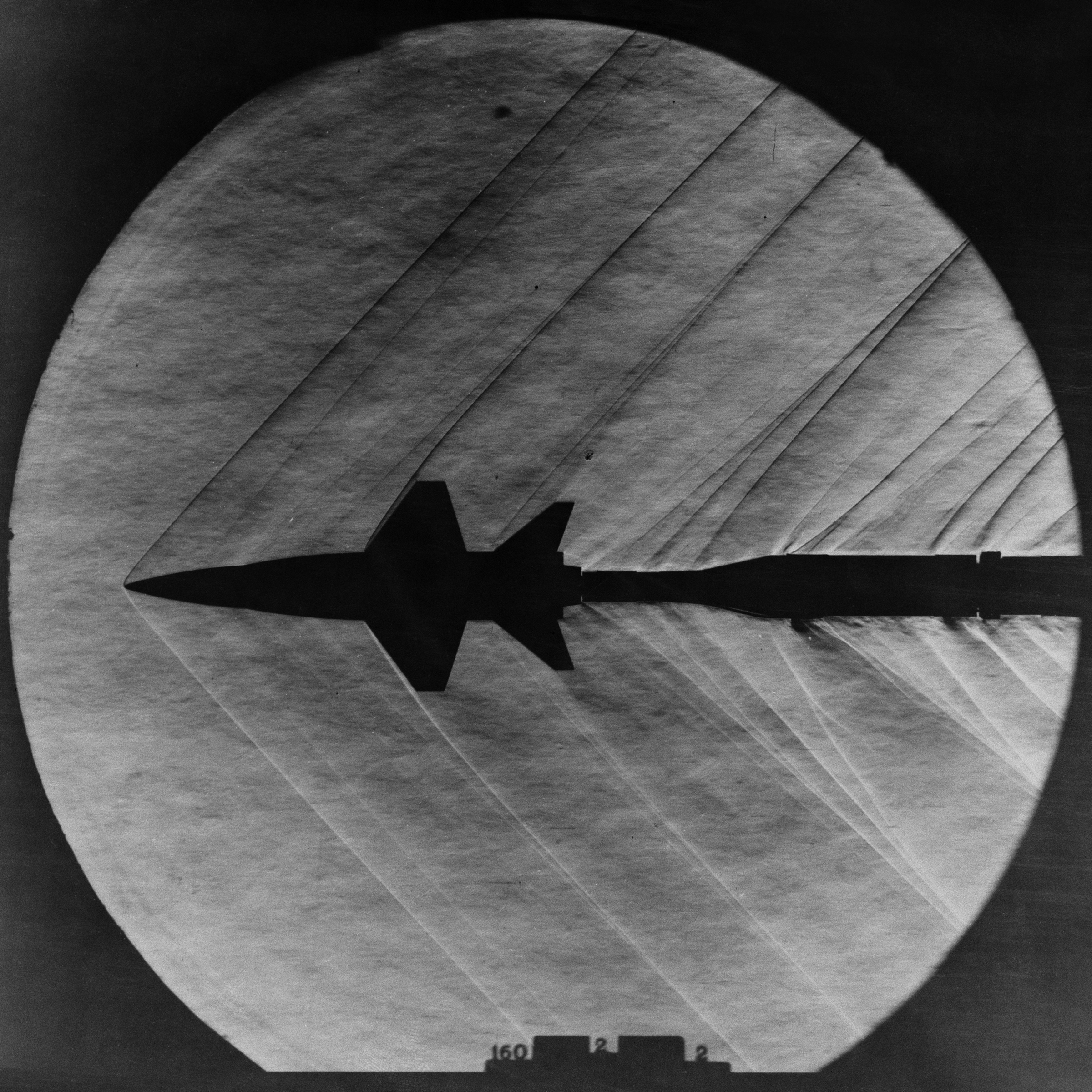
Rázová vlna při nadzvukové rychlosti proudění v Aerodynamickém tunelu

Rázová vlna vzniká např. tehdy, když se těleso, nebo porucha pohybují prostředím větší rychlostí, než se o tom mohou v daném prostředí pohybovat informace (v plynu tedy rychleji než průměrná rychlost molekul plynu). Médium v blízkosti poruchy pak nestihne reagovat a "uhnout z cesty".
Vznik rázové vlny můžeme v jistém přiblížení popsat rovněž tak, že při průchodu tělesa nebo poruchy médiem vznikají zvukové vlny, které se při nadzvukové rychlosti zdroje zvuku sečtou do rázové vlny.
Jinými slovy - rázová vlna se formuje tehdy, když se rychlost proudění plynu mění víc, než o rychlost zvuku. V místě, kde k tomu dochází, nemohou postupovat zvukové vlny proti proudu, dochází k růstu tlaku a formování rázové vlny.
Na čele rázové vlny se skokově mění vlastnosti média (hustota, tlak, teplota, rychlost, Machovo číslo). Měření ukázala, že tloušťka čela rázové vlny (oblasti skokové změny) je přibližně jen o jeden řád větší, než je střední volná dráha v médiu.
V běžných atmosférických podmínkách je tloušťka čela rázové vlny přibližně mikrometr.
Rázové vlny tedy nejsou běžné zvukové vlny. Nejsou periodické a vyznačují se velmi strmým nárůstem tlaku. Na delších vzdálenostech mohou rázové vlny degradovat a ztrácet energii ohříváním vzduchu, takže dojde k jejich postupné přeměně ve zvukové vlny. Po průletu nadzvukového letadla je pak slyšíme jako charakteristický aerodynamický třesk.

## Vznik rázových vln samofokusací
Rázové vlny mohou vznikat zostřováním normálních vln.
Zostřování nastává díky nelinearitě prostředí, kterým se vlna šíří. Zatímco v případě popisu zvukových vln vycházíme z předpokladu, že amplituda zvukových vln je tak malá, že změny tlaku nemění vlastnosti prostředí, v případě rázových vln toto omezení neplatí. Tlaková vlna velké amplitudy dokáže zvýšit hustotu média tak, že v tomto zhuštěném prostředí vzroste i rychlost šíření tlakového vzruchu. Zatímco začátek čela tlakové vlny vstupuje do prostoru s normálním tlakem a rychlostí šíření, následující část vlny již vstupuje do komprimovaného prostředí s vyšší rychlostí šíření a "dohání" čelo vlny. Tím dochází k zostřování vlny a vzniku vlny rázové.
Kompresní vlna je většinou následována doprovodnou vlnou zředění. Vlna zředění vstupuje do stlačeného média a postupuje tedy rychleji než čelo vlny. Pokud je dráha rázové vlny v médiu dostatečně dlouhá, obě vlny se postupně spojí. To spolu s přeměnou části energie vlny na tepelnou energii média vede k degradaci původní rázové vlny. Akustický třesk doprovázející výbuch, úder blesku, či průlet nadzvukového letadla je při běžné vzdálenosti pozorovatele degradovaným pozůstatkem rázové vlny. Vystavení pozorovatele účinkům rázové vlny velké amplitudy z malé vzdálenosti by mohlo vést k poškození sluchu.

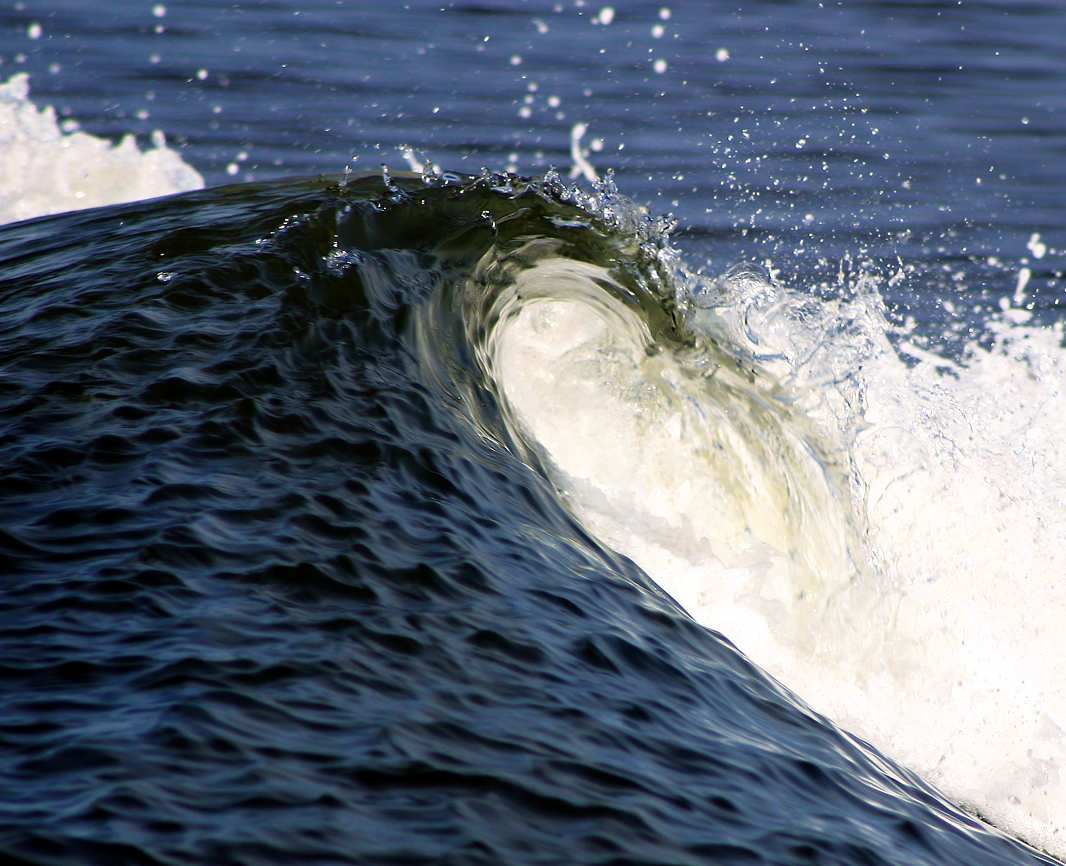
Povrchová mořská vlna u pobřeží

Analogickým procesem němž se dá vysvětlit princip zostřování rázových vln je vznik vysokých mořských vln v mělké vodě u pobřeží. Rychlost povrchových vln je závislá na hloubce vody. Zatímco na hlubokém oceánu se vrchol vlny i její sedlo šíří stejnou rychlostí, v blízkosti břehu se začíná projevovat zbrzdění spodních vrstev vody způsobené třením o dno. Vrchol vlny, který je třením méně ovlivněn a pohybuje se původní rychlostí se přesouvá směrem k čelu vlny. Tvar vlny se zostřuje, až dojde k jejímu překlopení.
Zostřování vlny u pobřeží ovlivňuje i tvar a výšku vln tsunami. Zatímco na hlubokém moři má vlna tsunami výšku maximálně v desítkách cm, při pobřeží se zostřováním zvedá až do výše desítek metrů.

## Vznik rázových vln při explozivním ději
Dalším mechanizmem vzniku rázových vln jsou explozivní děje. Při explozivním ději se v krátké době uvolňuje do okolního média velké množství energie. Dochází k prudkému ohřevu, nárůstu objemu a tlaku. Tlak přitom roste tak prudce, že se tento tlakový rozruch šíří do okolí jako rázová vlna. Příkladem může být výbuch, jaderný výbuch, nebo výboj v kapalině.

### Impakt
Při dopadu velkého tělesa z vesmíru (planetky nebo kometárního jádra), dochází k velmi intenzivním jevům. Například planetka, která dopadla na konci křídy a vytvořila kráter Chicxulub, způsobila po dopadu iniciaci extrémně silné rázové vlny, šířící se počáteční rychlostí kolem 4,5 km/s a devastující vše v okruhu až 1800 km od místa dopadu.

### Výbuch
Při výbuchu se uvolní chemická energie nálože, vznikne rázová vlna a plynné produkty chemické přeměny. Horké a stlačené produkty výbuchu se rozpínají do okolí. Je-li okolním médiem plyn, šíří se zpočátku produkty výbuchu společně s čelem rázové vlny. Ve vzdálenosti 8-15 průměrů původní nálože se hmotné částice zplodin zbrzdí interakcemi s částicemi okolního vzduchu natolik, že se čelo rázové vlny od zplodin oddělí a pokračuje jako vzdušná rázová vlna. Rychlost šíření rázové vlny je tím větší, čím větší je tlak na čele rázové vlny. S postupující vzdáleností její energie klesá jednak geometrickým faktorem růstu povrchu plochy, jednak přeměnou energie vlny na tepelnou energii.

### Jaderný výbuch

Operace Crossroads - Test podvodního atomového výbuchu o síle 21 kilotun na Atolu Bikini (1946). Na okraji je vidět mlhu Wilsonovy kondenzace po průchodu rázové vlny. Bílý kruh na vodě je stopa rázové vlny.

Jaderný výbuch je prudké uvolnění energie při štěpné reakci či termojaderné fúzi. Zhruba padesát procent energie jaderného výbuchu se promění do energie rázové vlny. Ohnivá koule, která tlačí na okolí prostředí, může mít průměr až několik set metrů. Zvláštností takto vzniklé rázové vlny je jednak její obrovská tlaková amplituda a jednak dlouhá doba čerpání energie, která souvisí s dobou růstu ohnivé koule.

### Výboj v kapalině
Přivedeme-li elektrické napětí na vhodně vzdálené elektrody v kapalině, dojde k elektrickému průrazu mezi elektrodami. Ve výbojovém kanálu prochází proud, ohřívá kapalinu, mění ji v plyn, ten se dalším průchodem proudu ionizuje a mění se v plazma. Tlak plazmatu se přenáší na okolní médium a vytlačuje ho z okolí výbojového kanálu. Dochází k prudkému stlačení a pokud byla elektrická energie přenesena do výbojového kanálu dostatečně rychle, vzniká rázová vlna.
Při tomto způsobu generování rázové vlny je možné změnou napětí v jistém rozmezí regulovat amplitudu vytvářené rázové vlny. Ve spojení s fokusací se generování rázových vln elektrickým výbojem v kapalině používá pro odstraňování ledvinových kamenů metodou neinvazivní litotripse.

### Průběh tlaku v explozivní rázové vlně
Ve všech uvedených případech expandují zplodiny výbuchu do okolí a vytvářejí tlakovou vlnu. Hmotné částice v okolí výbuchu získají při expanzi kinetickou energii a setrvačností pokračují v pohybu i poté, co tlak uvnitř výbuchu klesne pod hodnotu tlaku v okolním médiu. Když výbuchová koule dosáhne svého maximálního průměru, začne kolabovat a směr proudění se obrátí. Nastává podtlaková fáze rázové vlny.
Při výbuchu (výboji) v kapalině se plynné produkty výbuchu rozpínají s postupně klesající rychlostí až do okamžiku, kdy vnější hydrostatický tlak převýší tlak produktů výbuchu. Potom začíná objem výbuchové bubliny klesat a setrvačností padající kapaliny jsou výbuchové plyny stlačeny vysoko nad hodnotu hydrostatického tlaku. Tento efekt způsobuje tlumené zakmitání. Podle snímků pořízených rychlostní kamerou se kmity zatlumí za dobu řádově 100ms.

## Rázové vlny kolem nás
Ačkoli se to nezdá, náš svět je plný rázových vln.
- Rozměrově velmi malé rázové vlny vznikají při kolapsu kavitačních bublin v kapalině. Kolaps kavitačních bublin je nesymetrický. Některé místo na povrchu kavitační bubliny se vždy začne hroutit jako první (viz Rayleighova-Taylorova nestabilita). V místě prolomení stěny kavitace se zformuje výtrysk kapaliny, která nadzvukovou rychlostí dopadá na protější stěnu kavitace. V místě dopadu vzniká (kromě elektromagnetického záblesku v RTG oblasti) i rázová vlna, která se podílí na devastačním účinku kavitací,[5] jak je znám třeba na lopatkách lodního šroubu. (Efekt kolapsu kavitace zde funguje jako koncentrátor energie v poměru původního objemu kavitační bubliny a objemu terčíku v místě dopadu výtrysku kapaliny.)
- Při správném prásknutí bičem je špička biče urychlena na rychlosti větší než je rychlost zvuku a slyšíme aerodynamický třesk provázející rázovou vlnu.
- Výboj blesku je provázen vznikem rázové vlny, jejíž pozůstatek slyšíme jako hrom.

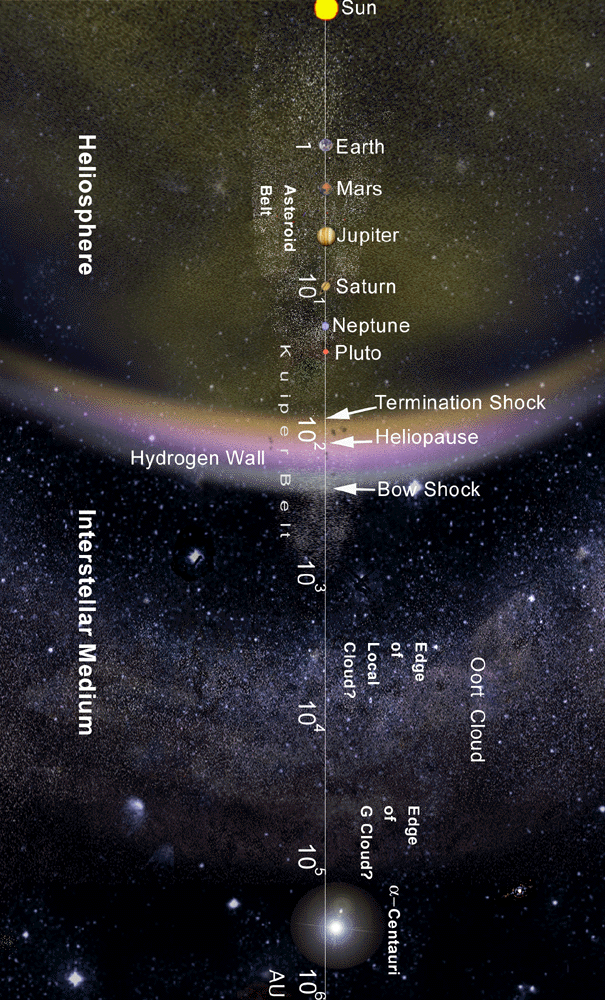
Rázová vlna na hranicích heliosféry

- Proud elektricky nabitých částic unikajících ze Slunce tvoří tzv. sluneční vítr. Na okraji heliosféry se částice slunečního větru prudce zpomalují srážkami s mezihvězdnou hmotou. Pohyb heliosféry galaktickým prostorem vytváří v médiu mezihvězdných nabitých částic rázovou vlnu podobně jako ve vzduchu let nadzvukového letadla.

- Při explozi supernovy se hmota odvržená supernovou rozpíná rychlostí několika tisíc km·s−1 do mezihvězdného prostoru. Sráží se s mezihvězdnou hmotou při rychlosti překračující rychlost zvuku. Rázová vlna prudce stlačuje a ohřívá mezihvězdný plyn na teploty několika miliónů kelvinů a odražená rázová vlna zase stlačuje a ohřívá plyn odvržený supernovou. Výsledným pozorovatelným efektem jsou rozpínající se emisní mlhoviny kulového tvaru, v nichž zářící hmota vlastně vizualizuje onu rázovou vlnu. Příkladem mohou být zbytky supernov zaznamenaných starověkými čínskými pozorovateli v roce 1006 nebo T. Brahem v roce 1572.

## Aplikace rázových vln

### Odstraňování ledvinových a žlučových kamenů
Pro neinvazivní fragmentaci konkrementů v těle pacienta byla v sedmdesátých letech minulého století vyvinuta metoda neinvazivní litotripse.
Vně těla pacienta je v kapalině generována rázová vlna, jejíž energie je soustředěna do místa kamene v těle pacienta. Tlakový impuls rázové vlny prochází s malými ztrátami vodním prostředím i měkkými tkáněmi lidského těla. Na povrchu kamene dochází k uvolnění energie rázové vlny. Velká část energie se odráží, za vzniku tahových sil působících na povrchové vrstvy kamene. Zbytek prochází kamenem a působí na odvrácenou stranu kamene. Opakovaným účinkem rázových vln dochází k postupnému rozdrobení kamene na malé úlomky. Fragmenty kamene jsou přirozenými cestami vyplaveny z organismu nebo rozpuštěny podávanými léky.

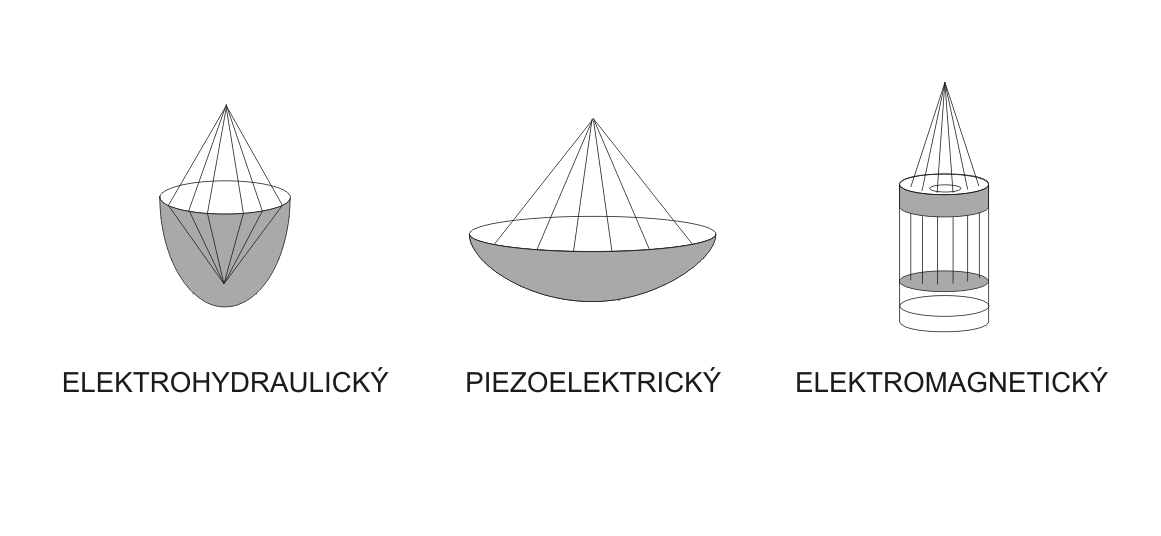
Tři typy generátorů rázové vlny

#### Generátory rázových vln
Generátory rázových vln používané pro drcení ledvinových a žlučových kamenů lze rozdělit na tři hlavní typy. Generátory elektrohydraulické, piezoelektrické a elektrodynamické. Z hlediska vedlejších účinků rázových vln je významné, že v piezoelektrickém a elektrodynamickém generátoru vzniká rázová vlna až při cestě médiem. Pro formování čela rázové vlny je přitom odsávána část energie z pozdější fáze vlny, kde dochází k prohloubení podtlakové fáze s jejími negativními účinky na organismus.

##### Elektrohydraulické generátory
Elektrohydraulické generátory jsou přístroje, v nichž je tlakový impuls generován intenzivní elektrickou jiskrou ve vodě. Při elektrickém průrazu mezi hroty vodního jiskřiště dochází ve výbojovém kanálu k ionizaci molekul vody. Průchodem proudu je výbojové plazma zahříváno na vysoké teploty, čímž vzniká v kanálu vysoký tlak, který se přenáší do okolní vody. Výbojový kanál představuje prakticky bodový zdroj, z nějž se tlakový impuls šíří v podobě kulové vlny. Amplituda tlaku v této kulové vlně klesá se čtvercem vzdálenosti. K opětnému soustředění energie je zpravidla použito kovového elipsoidního reflektoru. V primárním ohnisku reflektoru je situováno jiskřiště, v sekundárním pak kámen v těle pacienta.
K dosažení účinné přeměny elektrické energie na energii rázové vlny je tlakový impuls generován v kapalině. Kapalina (odplyněná voda) zároveň slouží jako přenosové médium s malým útlumem a zajišťuje akustický kontakt s tělem pacienta.

##### Piezoelektrické generátory
V piezoelektrickém generátoru vzniká rázová vlna superpozicí synchronního kmitu velkého počtu piezoelementů rozložených po ploše dutiny tvaru kulového vrchlíku. Specifikou tohoto řešení generátoru je malý rozměr ohniska, nižší amplituda tlaku a možnost pracovat s vysokou opakovací frekvencí.

##### Elektrodynamické generátory
Základem nejrozšířenějšího elektrodynamického generátoru je tenká vodivá kovová membrána přiléhající k ploché cívce. Při průchodu proudového impulsu cívkou působí na membránu elektrodynamický tlak vznikajícího magnetického pole, který se pohybem membrány přenáší (v podobě rovinné rázové vlny) do vodního sloupce nad membránou. K fokusaci vzniklé rovinné vlny je užito plastové akustické čočky.

### Využití RV v ortopedii
Aplikací rázů malé intenzity lze urychlit hojení svalových a úponových bolestí. Typickými diagnózami jsou ostruha kosti patní, tenisový loket, bolesti kloubů.
V ortopedii se ukázalo, že stejného efektu lze dosáhnout i levněji - mechanickými rázy. Patrně z komerčních důvodů se udržuje v názvu přístrojů termín "rázová vlna", i když se o rázové vlny nejedná. Přesný název takto generovaných rázů by byl "pneumaticky generované akustické pulzy". S rázovými vlnami to nemá nic společného.